# Землинский, Михаил Валерьевич
Михаи́л Вале́рьевич Земли́нский (латыш. Mihails Zemļinskis; род. 21 декабря 1969, Рига) — советский и латвийский футболист, защитник.
Бо́льшую часть карьеры провёл в рижском «Сконто», в составе которого стал 13-кратным чемпионом Латвии. За сборную Латвии провёл 105 матчей. Участник чемпионата Европы 2004 года. В 2007—2008 годах возглавлял даугавпилскую «Даугаву», пока не был уволен за слабые результаты в чемпионате.

## Карьера
Большую часть карьеры провёл в рижском «Сконто». Два раза по полсезона играл в зарубежных клубах.

## Политика
16 июля 2009 года мандатная комиссия латвийского Сейма утвердила мандат депутата 9-го Сейма от «Центра согласия» Михаила Землинского, вместо Сергея Долгополова, сложившего с себя депутатский мандат Сейма в связи с избранием в Рижскую думу.
Осенью 2010 года баллотировался в 10-й Сейм от «Центра согласия» в Рижском избирательном округе и был избран.